# برگستوان

تصویر شوالیه و اسب زرهی

بَرگُستوان زره و پوشش جنگی اسب، فیل و گاه انسان بوده است. این واژه به صورت‌های برگستان، کستوان و پرکستوان نیز آمده.
واژهٔ برگستوان را می توان ترکیبی از سه جزء «بَر» به معنای «روی» ، «کُشت یا کُست» به معنای «پهلو و کنار» و «وان» به معنای «نگهدارنده» دانست .